# دوايت والدو
دوايت والدو (بالإنجليزية: Dwight Waldo)‏ هو عالم سياسة أمريكي، ولد في 28 سبتمبر 1913 في دي ويت في الولايات المتحدة، وتوفي في 27 أكتوبر 2000.